# Теорема Вигнера
Теорема Вигнера — теорема квантовой механики.
Играет важную роль в математических основах квантовой механики.
Она определяет, как физические симметрии (вращение, перемещение в пространстве, CPT-преобразование) представлены математически в гильбертовом пространстве состояний.
Названа в честь Юджина Вигнера, доказавшего её в 1931 г.

## Пространство лучей
Проективное гильбертово пространство {\displaystyle \mathbb {P} H} комплексного гильбертова пространства {\displaystyle H} — это множество классов эквивалентности ненулевых векторов  {\displaystyle \Psi \in H}, для отношения эквивалентности {\displaystyle \sim } на {\displaystyle H}, заданного следующим образом:
{\displaystyle \Psi \sim \Phi } тогда и только тогда, когда {\displaystyle \Psi =\lambda \Phi } для некоторого ненулевого комплексного числа {\displaystyle \lambda }.
Классы эквивалентности {\displaystyle {\underline {\Psi }}} также называются лучами или проективными лучами.

## Формулировка

### Предварительные сведения
Преобразование унитарно, если оно биективно и 
{\displaystyle \langle U\Psi ,U\Phi \rangle =\langle \Psi ,\Phi \rangle .}
Преобразование антиунитарно, если 
{\displaystyle \langle A\Psi ,A\Phi \rangle =\langle \Psi ,\Phi \rangle ^{*}=\langle \Phi ,\Psi \rangle .}
Пусть есть унитарное преобразование {\displaystyle U:H\to K} гильбертовых пространств.
Определим
{\displaystyle {\begin{aligned}T_{U}:\mathbb {P} H&\to \mathbb {P} K\\{\underline {\Psi }}&\mapsto {\underline {U\Psi }},\\\end{aligned}}}
которое является преобразованием симметрии, поскольку
{\displaystyle T{\underline {\Psi }}\cdot T{\underline {\Phi }}={\frac {\left|\langle U\Psi ,U\Phi \rangle \right|}{\|U\Psi \|\|U\Phi \|}}={\frac {\left|\langle \Psi ,\Phi \rangle \right|}{\|\Psi \|\|\Phi \|}}={\underline {\Psi }}\cdot {\underline {\Phi }}.}
Таким же образом антиунитарные преобразования {\displaystyle A} симметрии гильбертова пространства индуцируют преобразование симметрии пространства лучей.

### Утверждение теоремы
Теорема Вигнера утверждает, что верно и обратное:
Если {\displaystyle H} и {\displaystyle K} — гильбертовы пространства, и {\displaystyle T:\mathbb {P} H\to \mathbb {P} K} — преобразование симметрии, тогда существует унитарное или антиунитарное преобразование {\displaystyle V:H\to K}, которое индуцирует {\displaystyle T}.
Доказательство см.

## Комментарии
В некоторых источниках упоминается другая теорема Вигнера, которая относится к собственным состояниям симметричной квантово-механической системы, и говорит о том, что если гамильтониан инвариантен относительно преобразований какой-то группы, то его собственные функции образуют базис неприводимых представлений этой группы, а кратность вырождения уровня равна размерности представления.